# بییانوئبا د لا کندسا
بییانوئبا د لا کندسا (به اسپانیایی: Villanueva de la Condesa) یک شهرستان در اسپانیا است که در استان وایادولید واقع شده‌است.